# Alexanders buulbuul
Alexanders buulbuul (Eurillas curvirostris; synoniem: Andropadus curvirostris)  is een zangvogel uit de familie Pycnonotidae (buulbuuls). De Nederlandse naam verwijst naar de Fransman Alexandre Dybowski (1850-?) die samen met zijn broer een vogel had ontdekt die in 1892 is beschreven onder de naam Andropadus alexandri. Later bleek dit echter een junior synoniem te zijn Andropadus curvirostris. 

## Verspreiding en leefgebied
Deze soort komt voor in westelijk en centraal Afrika en telt twee ondersoorten:
- E. c. curvirostris: van centraal Ghana tot westelijk Kenia, zuidelijk Congo-Kinshasa en noordelijk Angola.
- E. c. leonina: van Sierra Leone tot centraal Ghana.

## Status
De grootte van de populatie is niet gekwantificeerd maar de soort wordt omschreven als zeer algemeen in een deel van zijn verspreidingsgebied. Op de Rode lijst van de IUCN heeft deze soort de status niet bedreigd.